# Ubaldo Fillol
Ubaldo Matildo Fillol (Monte, 21 luglio 1950) è un ex calciatore e allenatore di calcio argentino, di ruolo portiere.

## Carriera

### Giocatore

#### Club
Soprannominato “el pato” e cresciuto fin da piccolo nel mondo del calcio, dopo un avvio di carriera come centrocampista nel Quilmes, passò a ricoprire il ruolo di portiere, in cui si mise subito in luce per la notevole agilità. Nel 1972 iniziò a giocare come estremo difensore nel Racing Avellaneda, e nel 1973 venne ingaggiato dal River Plate, squadra nella quale militò consecutivamente per undici anni. Dopo essersi trasferito nei campionati brasiliano e spagnolo, nel 1986 ritornò in Argentina, fino al definitivo ritiro nel 1990.

#### Nazionale

Fillol in azione con l'Argentina nel 1979, alle prese con l'italiano Rossi

Fu con la maglia della nazionale che ebbe le maggiori soddisfazioni e la maggior fama. Partecipò come terzo portiere ai mondiali di Germania Ovest 1974, e fu proprio in quella manifestazione che esordì a Gelsenkirchen il 3 luglio 1974, sostituendo il titolare Daniel Carnevali nell'1-1 con la Germania Est.
Dopo la rassegna tedesca tornò a fare la riserva, poiché il posto di titolare era appannaggio del più anziano e famoso portiere del Boca Juniors, Hugo Gatti; ma prima dei mondiali casalinghi di Argentina 1978, un infortunio di questo ultimo (altre voci dicono che fu lo stesso Gatti a chiamarsi fuori perché fuori forma) gli riaprì le porte della nazionale, che non abbandonerà più fino al 1985.
Subito si mise in evidenza come degno erede del predecessore e molti lo consideravano anche superiore a tal punto che, anche al ritorno di Gatti, il commissario tecnico argentino César Luis Menotti scelse di tenerlo comunque tra i pali.
Con la nazionale fu uno dei protagonisti del primo successo mondiale dell'Argentina nel 1978, e partecipò poi anche all'edizione di Spagna 1982, ma in questo caso i sudamericani vennero eliminati dall'Italia nella seconda fase a gironi, perdendo anche contro il Brasile. Chiuse la carriera disputando complessivamente 58 incontri, secondo portiere con più presenze in nazionale dopo Sergio Romero.
Caso particolare, nelle edizioni mondiali del 1978 e del 1982, Fillol vestì rispettivamente i numeri 5 e 7 (e non la tradizionale maglia numero 1 riservata ai portieri), cosa abbastanza inusuale per un estremo difensore in quanto all'epoca l'Argentina (e altre nazionali come occasionalmente i Paesi Bassi) usavano assegnare la numerazione non in base al ruolo, bensì all'ordine alfabetico.

## Palmarès

### Giocatore

#### Club

##### Competizioni nazionali

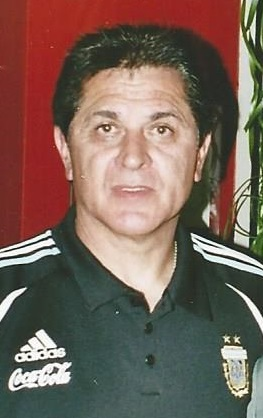
Fillol nel 2006

- Campionato argentino: 7

River Plate: Metropolitano 1975, Nacional 1975, Metropolitano 1977, Metropolitano 1979, Nacional 1979, Metropolitano 1980, Nacional 1981
- Supercoppa di Spagna: 1

Atlético Madrid: 1985

##### Competizioni internazionali
- Supercoppa Sudamericana: 1

Racing Club: 1988

#### Nazionale
- Campionato mondiale: 1

Argentina 1978

#### Individuale
- Calciatore argentino dell'anno: 1

1977